# Insuffisance de dévers

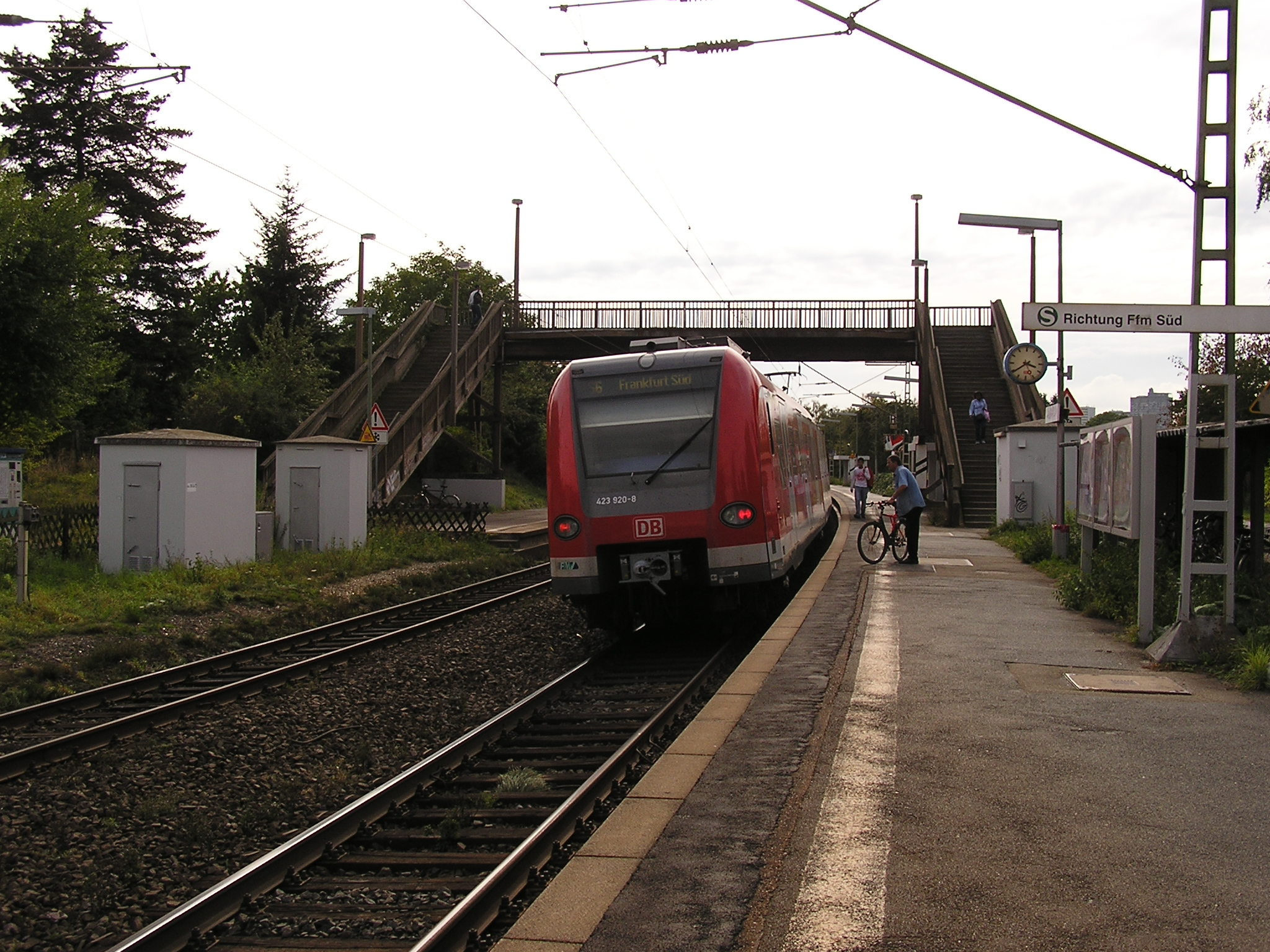
Un convoi penché sous l'effet d'une voie en dévers.

Dans le profil en travers d'une voie ferrée en courbe, l'insuffisance de dévers est l'écart, négatif, entre le dévers théoriquement nécessaire pour compenser la force centrifuge et le dévers réel.

## Force centrifuge, danger et inconfort des passagers
Dans les courbes, les véhicules ferroviaires sont l'objet, comme tout mobile qui change de direction, d'une force centrifuge proportionnelle au carré de la vitesse de déplacement et inversement proportionnelle au rayon de la courbe, qui s'oppose à ce changement de direction et tend à les pousser vers l’extérieur de la courbe.
De ce fait, les véhicules exercent sur la voie des efforts latéraux qui peuvent présenter un danger au-delà d’une certaine vitesse (déplacement ou dégradation de la voie, ou déraillement du véhicule).
En outre, les voyageurs présents dans les véhicules ressentent aussi cette poussée, source d’inconfort, toutefois, sans risque de cinétose comme dans les véhicules pendulaires.
Aussi, les sociétés de gestion de l'infrastructure ferroviaire tentent-elles de compenser au maximum ces effets.

## Trois possibilités

### Relever le rail extérieur
Pour compenser la force centrifuge, les constructeurs de voies ferrées inclinent la voie en relevant la file de rail extérieure. La différence de niveau entre les deux files de rail s’appelle le « dévers ».
Grâce au dévers, le véhicule se penche vers l'intérieur de la courbe, à la manière d'un deux-roues. De ce fait, son axe vertical (sol - plafond) ne coïncide plus avec la direction de l'attraction gravitationnelle (vers le centre de la Terre), de sorte que tout corps se trouvant dans le véhicule soit attiré vers la zone la plus basse de la caisse penchée, situé à l'intérieur de la courbe. Lorsque le véhicule parcourt une courbe en dévers, ceci vient donc compenser (partiellement) l'effet de la force centrifuge.

#### Nécessité d'un compromis
Cet écart résulte en pratique d’un compromis, toujours inférieur à la valeur maximum théoriquement nécessaire.
En effet, la vitesse des trains est variable, soit parce qu’il s’agit d’une ligne mixte où circulent des trains dont la vitesse limite autorisée est différente (rapides, omnibus, fret...), soit sur une ligne spécialisée où circulent des trains homogènes (par exemple une ligne LGV) par suite des aléas de la circulation, un train pouvant même, éventuellement se trouver arrêté dans la courbe.
Il en résulte :
- pour les trains plus rapides une insuffisance de dévers (la sensation d'être poussé vers l'extérieur de la courbe domine)
- pour les trains plus lents, voire à l'arrêt, à l’inverse un excès de dévers (la sensation de « glisser » vers l'intérieur, incliné, du train prend le dessus).

#### Dévers théorique et pratique
En France, le dévers est en général pris égal au 7/10 du dévers théorique calculé pour la vitesse maximale  pratiquée sur la ligne, tout en restant encadré dans certaines limites établies par l’expérience. Il est par exemple impensable que le centre de gravité de l'engin incliné se retrouve en porte-à-faux par rapport aux rails car ceci pourrait mener à un basculement de l'engin.
Ce dévers théorique vaut {\displaystyle d={11,8}\times {\frac {V^{2}}{R}}}, d en mm, V étant la vitesse maximum en km/h et R le rayon de la courbe en mètres.
Sur voie normale, on autorise un dévers maximal compris entre 150 et 160 mm, et jusqu'à 180 mm sur LGV. L'insuffisance de dévers maximale est fixée en France à 160 mm, elle est généralement limitée à 130 mm dans les autres pays.

### Augmenter le rayon des courbes
L'autre moyen de réduire la force centrifuge est d’augmenter le rayon des courbes. L'application des limites de devers précédentes donne, pour la France, le rayon minimal pour une vitesse donnée: r = (v/5,2)2. Ainsi sur les lignes parcourues à 160 km/h, on ne descend pas en dessous de 1000 m pour les rayons des courbes, et de 4000 m pour les lignes à grande vitesse.

### Utiliser des trains pendulaires

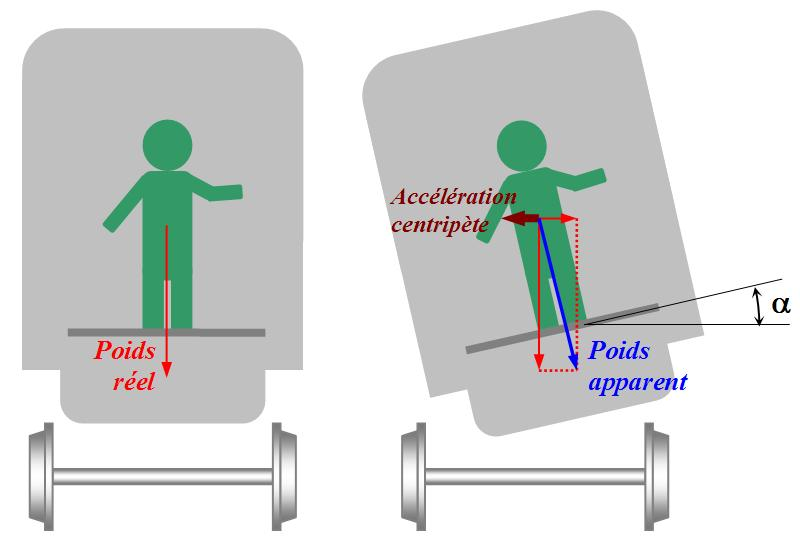
Intérêt du train pendulaire.

Pour le confort des voyageurs, on peut également utiliser des trains pendulaires. Dans ce cas l’inclinaison de la caisse est due à un système propre au véhicule plutôt qu'à l'infrastructure au sol.
Cela compense l’insuffisance de dévers au moins partiellement, et présente l'avantage de pouvoir être modulé en fonction de la vitesse (pendulation active). Mais cela ne change rien aux efforts imposés à la voie, qui sont au contraire amplifiés si on accepte de franchir une courbe donnée à vitesse plus élevée.
La technique pendulaire utilisée par la Deutsche Bahn sur la ligne Hof/Bayreuth-Nuremberg permet une insuffisance de dévers de 300mm, pour un gain de temps de trajet de 15 %.

## Raccordement parabolique et confort des voyageurs
Le confort des voyageurs dépend aussi des variations de cette insuffisance de dévers à l’entrée et à la sortie des courbes.
Pour y parer, on adopte dans ces zones des formes de courbure progressive dite « raccordement parabolique (RP) ou clothoïde ».
Il s’agit de zones délicates pour la stabilité des véhicules, car il se forme du fait de l’inclinaison progressive de la voie un « gauche », ce qui signifie que les quatre points correspondants aux points de contact des roues d’un véhicule ne sont pas dans le même plan. Et contrairement aux véhicules automobiles dotés généralement de plusieurs roues à suspension indépendantes, les trains sont (dans leur toute grande majorité) équipés d'essieux rigides qui imposent des dispositifs de suspension adaptés.
En outre, des études ont montré que la correction de l'effet centrifuge provoque une cinétose (mal des transports) liée au fait que le cerveau détecte une incohérence entre d'une part, la perception visuelle de la courbe et de l'inclinaison du corps, et d'autre part, la perception vestibulaire (le « sens de l'équilibre » logé dans l'oreille interne) qui ne détecte pas cette inclinaison.

## Discussion sur l'intérêt des rames pendulaires
Les réseaux qui utilisent fortement l'insuffisance de dévers ont peu d'intérêt à utiliser des rames pendulaires car le dispositif doit « rendre du confort » aux passagers et interdit, par là même, de conserver la même insuffisance de dévers qu'en rame non pendulée.
En quelque sorte, la pendulation est grignotée de 1/3 à 2/3 par cette restitution de confort (absence d'effort latéral infligé aux passagers).
Quand on ajoute les investissements sur la banquette de ballast pour contenir l'accroissement des efforts latéraux, les modifications de la signalisation et des passages à niveau, de la traction électrique, la création d'évitements pour dépasser les trains plus lents (à trafic constant), on s'aperçoit que les collectivités locales rechignent à financer un tel montage[réf. nécessaire].